# Actumnus dorsipes
Actumnus dorsipes is een krabbensoort uit de familie van de Pilumnidae. De wetenschappelijke naam van de soort is voor het eerst geldig gepubliceerd in 1858 door Stimpson.